# Gloria Rodríguez Sánchez
Glória Rodríguez Sánchez (Torre-Pacheco, 6 de março de 1992) é uma ciclista profissional espanhola especialista em pista ainda que desde 2017 dedica-se quase exclusivamente ao ciclismo de estrada. Devido ao seus resultados na estrada -2.ª no Campeonato da Espanha Contrarrelógio e 4.ª no Campeonato da Espanha em Estrada 2016- foi a última incorporação do Movistar feminino no ano da criação da equipa em 2018.

## Trajetória desportiva
Antes de da estreia como profissional ganhou em categoria júnior o Campeonato da Espanha Contrarrelógio e em Estrada 2009 e terceira e segunda respectivamente nessas provas em 2010. No entanto, orientou a sua carreira ao ciclismo em pista sendo uma das habituais da Seleção Espanhola nas corridas de fundo. Foi 10.ª em provas de Perseguição por Equipas dos Campeonatos Europeus de Pista em 2010 e 2011.
Em 2012 estreia como profissional com o Bizkaia-Durango. No entanto, umas temporadas irregulares abandonando a maioria de provas internacionais produziram que não renovasse seu contrato. Em 2014 disputou algumas corridas internacionais de ciclismo de estrada com a seleção espanhola sendo selecionada para o Campeonato Europeu sub-23. De novo voltou ao profissionalismo da mão do BZK Emakumeen Bira em 2015 e como acabou com solvência muitas provas internacionais e ganhou corridas nacionais amadoras de ciclismo de estrada alinhou pelo Lointek em 2016 -onde conseguiu ser campeã da Espanha Perseguição, 2.ª no Campeonato da Espanha Contrarrelógio e 4.ª no Campeonato da Espanha em Estrada 2016-. Em 2018 foi o último contrato do Movistar feminino. Desta forma converteu-se na única ciclista espanhola que tem corrido em todas as equipas espanholas UCI Team Feminino, em teoria profissionais, da década dos anos 2010.

## Palmarés

### Pista
- 2011 (como amador)
  - 3.ª no Campeonato da Espanha Perseguição 
  - 3.ª no Campeonato da Espanha Scratch

- 2012
  - 2.ª no Campeonato da Espanha Perseguição

- 2015
  - 3.ª no Campeonato da Espanha Perseguição

- 2016
  - 1.ª no Campeonato da Espanha Perseguição  
  - 2.ª no Campeonato da Espanha Perseguição por Equipas (fazendo equipa com Cecilia Sopeña, Maria Pilar Nuñez e Irene Méndez) 
  - 2.ª no Campeonato da Espanha Pontuação

- 2018
  - 1.ª no Campeonato da Espanha Perseguição

### Estrada
- 2016
  - 2.ª no Campeonato da Espanha Contrarrelógio

- 2018
  - 2.ª no Campeonato da Espanha em Estrada

- 2019
  - 3.ª no Campeonato da Espanha Contrarrelógio

## Resultados em Grandes Voltas e Campeonatos do Mundo
Durante a sua carreira desportiva tem conseguido os seguintes postos nas Grandes Voltas femininas e nos Campeonatos do Mundo em estrada:
| Corrida                | Corrida                | 2012 | 2013 | 2014 | 2015 | 2016  | 2017 | 2018  | 2019 | 2020 | 2021 |
| ---------------------- | ---------------------- | ---- | ---- | ---- | ---- | ----- | ---- | ----- | ---- | ---- | ---- |
|                        | Giro d'Italia          | —    | —    | —    | —    | 106.ª | —    | 112.ª | Ab.  | 79.ª | —    |
|                        | Tour de l'Aude         | X    | X    | X    | X    | X     | X    | X     | X    | X    | X    |
|                        | Grande Boucle          | X    | X    | X    | X    | X     | X    | X     | X    | X    | X    |
| Mundial em Estrada     | Mundial em Estrada     | —    | —    | —    | —    | —     | —    | —     | —    | Ab.  | —    |
| Mundial Contrarrelógio | Mundial Contrarrelógio | —    | —    | —    | —    | —     | —    | —     | 39.ª | —    | —    |

—: não participa
Ab.: abandono

X: edições não celebradas

## Equipas
- Bizkaia-Durango (2012-2013)
- BZK Emakumeen Bira (2015)
- Lointek (2016-2017)
- Movistar Team (2018-2021)